# Squadra Most Wanted
Squadra Most Wanted (Most Wanted) è una serie televisiva statunitense in 21 episodi (più un pilot) trasmessi per la prima volta nel corso di una sola stagione dal 1976 al 1977.

## Trama
La serie è incentrata su una task force d'élite della polizia di Los Angeles chiamata "Most Wanted". Il sindaco di Los Angeles, Dan Stoddard, ha creato la squadra per catturare una lista di criminali tra i più pericolosi. Il capitano Linc Evers è a capo della squadra, gli danno manforte i suoi due assistenti Charlie Benson e Kate Manners;  la squadra usa tattiche sotto copertura per catturare i criminali più ricercati e pericolosi della città.

## Personaggi
- capitano Linc Evers (22 episodi, 1976-1977), interpretato da	Robert Stack.
- sergente Charlie Benson (22 episodi, 1976-1977), interpretato da	Shelly Novack.
- ufficiale Kate Manners (21 episodi, 1976-1977), interpretata da	Jo Ann Harris.
- sindaco Dan Stoddard (21 episodi, 1976-1977), interpretato da	Hari Rhodes.
- Paul Franklin (2 episodi, 1977), interpretato da	Jim McMullan.

## Produzione
La serie fu prodotta da Quinn Martin Productions. La sigla fu composta da Lalo Schifrin.
Il pilot della serie, un film TV dal titolo Most Wanted , aveva nel cast un quarto membro della squadra, interpretato da Tom Selleck, ma il personaggio non appare nella serie regolare. Anche l'attrice Leslie Charleson appare nel pilot della serie, come membro femminile della  Most Wanted, ma viene sostituita nella serie dalla Harris.

### Registi
Tra i registi della serie sono accreditati:
- Virgil W. Vogel (7 episodi, 1976-1977)
- Don Medford (3 episodi, 1976-1977)
- Walter Grauman (2 episodi, 1976)

## Distribuzione
La serie fu trasmessa negli Stati Uniti dal 1976 al 1977 sulla rete televisiva ABC. 
In Italia è stata trasmessa con il titolo Squadra Most Wanted su Raiuno dal 6 maggio 1981.
Alcune delle uscite internazionali sono state:
- negli Stati Uniti il 16 ottobre 1976 (Most Wanted)
- in Francia il 24 aprile 1978 (Section contre-enquête)
- in Italia (Squadra Most Wanted)

## Episodi
| Stagione       | Episodi | Prima TV USA |
| -------------- | ------- | ------------ |
| Prima stagione | 21      | 1976-1977    |